# Le Raccourci de madame Todd
Le Raccourci de madame Todd (titre original : Mrs. Todd's Shortcut) est une nouvelle de Stephen King parue en 1985 dans le recueil de nouvelles Brume mais ayant été publiée pour la première fois en 1984 dans le magazine Redbook.

## Résumé
Homer Buckland échange des souvenirs avec un ami et lui raconte l'histoire d'Ophelia Todd, pour qui il a longtemps travaillé en tant qu'homme à tout faire de sa résidence estivale de Castle Rock et qui a mystérieusement disparu quelques années plus tôt. Madame Todd était obsédée par le fait de trouver des raccourcis pour faire le trajet jusqu'à Bangor et l'un d'eux semble tellement peu croyable à Homer que madame Todd l'emmène avec lui pour le convaincre. Elle le conduit sur des chemins dont il ignorait l'existence et ils croisent sur leur route des arbres dont les branches cherchent à les agripper et des animaux sauvages à l'aspect fantastique.
Madame Todd semble rajeunir à chaque nouveau voyage qu'elle fait et elle annonce un jour à Homer qu'un nouveau raccourci qu'elle a trouvé entre Castle Rock et Bangor est encore plus court que la distance à vol d'oiseau entre les deux villes. Un soir, Homer trouve un animal mort inconnu dont les dents sont plantées dans le radiateur de la voiture de madame Todd et lui conseille d'être plus prudente mais celle-ci lui répond qu'elle se sent comme une déesse quand elle voyage sur ces raccourcis. Elle disparaît peu après sans laisser de traces.
Deux ans après avoir raconté cette histoire, Homer semble rajeunir lui aussi. Il annonce un jour à son ami qu'il part s'installer dans le Vermont mais sous-entend qu'il a en fait retrouvé madame Todd. Une voiture vient prendre Homer et son ami aperçoit brièvement madame Todd, qui a désormais l'aspect d'une adolescente et est d'une beauté inhumaine.

## Genèse
C'est la femme de Stephen King, Tabitha, qui lui a inspiré le personnage de madame Todd car elle cherche toujours à trouver des raccourcis. Trois magazines féminins ont refusé d'acheter l'histoire, dont deux à cause d'une phrase qui leur paraissait vulgaire, avant que le magazine Redbook l'accepte et la publie. Les raccourcis que trouve madame Todd sont des sortes de trous de ver pliant la réalité en passant par d'autres dimensions.